# Marko Kump
Marko Kump (Novo Mesto, 9 settembre 1988) è un dirigente sportivo ed ex ciclista su strada sloveno. Velocista, ha gareggiato come professionista dal 2007 al 2020, vincendo diciotto gare nella sola stagione 2015. Dopo il ritiro dalle corse ha assunto la carica di direttore sportivo per il team Adria Mobil.

## Palmarès
- 2006 (Juniores)

1ª tappa Grand Prix Rüebliland (Seon > Seon)
- 2007 (Adria Mobil, una vittoria)

Poreč Trophy
- 2009 (Adria Mobil, quattro vittorie)

2ª tappa Istrian Spring Trophy (Parenzo > Albona)
2ª tappa Coupe des Nations Ville de Saguenay (Jonquière > Jonquière)
4ª tappa Tour of Slovenia (Šentjernej > Novo Mesto)
3ª tappa Tour de l'Avenir (Le Thuit-Signol > Compiègne)
- 2010 (Adria Mobil, tre vittorie)

Trofeo ZSŠDI
5ª tappa Settimana Internazionale di Coppi e Bartali (Rovigo > Finale Emilia)
Giro delle Fiandre Under-23
- 2012 (Adria Mobil, sei vittorie)

1ª tappa Istrian Spring Trophy (Parenzo > Albona)
Banja Luka-Beograd I
1ª tappa Szlakiem Grodów Piastowskich (Jawor > Złotoryja)
Grand Prix Südkärnten
Central European Tour Budapest GP
Croatia-Slovenia
- 2015 (Adria Mobil, diciotto vittorie)

Umag Trophy
Poreč Trophy
3ª tappa Istrian Spring Trophy (Pisino > Umago)
Grand Prix Adria Mobil
Banja Luka-Beograd I
2ª tappa Tour of Croatia (Sebenico > Zara)
1ª tappa Tour d'Azerbaïdjan (Baku > Sumqayıt)
1ª tappa Małopolski Wyścig Górski (Alwernia > Miechów)
2ª tappa Małopolski Wyścig Górski (Niepołomice > Szczyrzyc)
Classifica generale Małopolski Wyścig Górski
4ª tappa Tour of Slovenia (Rogaška Slatina > Novo Mesto)
1ª tappa Tour of Qinghai Lake (Xining > Xining)
2ª tappa Tour of Qinghai Lake (Duoba > Datong)
6ª tappa Tour of Qinghai Lake (Gonghe > Guide)
9ª tappa Tour of Qinghai Lake (Linxia > Dingxi)
12ª tappa Tour of Qinghai Lake (Zhongwei > Zhongwei)
Croatia-Slovenia
Velothon Stockholm
- 2016 (Lampre-Merida, due vittorie)

9ª tappa Tour of Qinghai Lake (Tianshui > Tianshui)
10ª tappa Tour of Qinghai Lake (Tianshui > Pingliang)
- 2019 (Adria Mobil, sette vittorie)

GP Slovenian Istria
Grand Prix Adria Mobil
4ª tappa Belgrado-Banja Luka (Prnjavor > Banja Luka)
1ª tappa Tour of Bihor (Oradea > Oradea)
Grand Prix Kranj
Croatia-Slovenia
1ª tappa Tour of Croatia (Osijek > Lipik)

### Altri successi
- 2010 (Adria Mobil)

Burgenland-Rundfahrt
- 2015 (Adria Mobil)

Classifica a punti Tour d'Azerbaïdjan
Classifica a punti Tour of Qinghai Lake
- 2019 (Adria Mobil)

Classifica a punti Tour of Bihor

## Piazzamenti

### Classiche monumento
- Milano-Sanremo

2011: ritirato
- Giro delle Fiandre

2016: ritirato
2017: ritirato
- Parigi-Roubaix

2013: 105º
2014: 98º
2016: 85º
2017: ritirato

### Competizioni mondiali
- Campionati del mondo

Spa-Francorchamps 2006 - In linea Juniores: 6º
Varese 2008 - In linea Under-23: ritirato
Mendrisio 2009 - In linea Under-23: 6º
Melbourne 2010 - In linea Under-23: 81º
Limburgo 2012 - Cronosquadre: 27º
Limburgo 2012 - In linea Elite: ritirato
Richmond 2015 - In linea Elite: ritirato

### Competizioni europee
- Campionati europei

Mosca 2005 - In linea Juniores: ritirato
Valkenburg 2006 - In linea Juniores: 13º
Sofia 2007 - In linea Under-23: 12º
Herning 2017 - In linea Elite: 117º
Glasgow 2018 - In linea Elite: ritirato
Alkmaar 2019 - In linea Elite: ritirato
Plouay 2020 - In linea Elite: ritirato